# مدرسه شبانه‌روزی ویکتور امانوئل دوم
مجتمع ملی مدرسه شبانه‌روزی که با عنوان رسمی مدرسه شبانه‌روزی ویکتور امانوئل دوم (به ایتالیایی: Convitto nazionale Vittorio Emanuele II) شناخته می‌شود، یک مجموعه تاریخی-مذهبی در ناپل است، که در مرکز تاریخی این شهر، در میدان دانته واقع شده‌است.

## تاریخچه
پیشینه این مدرسه شبانه‌روزی به سال ۱۷۶۸ بازمی‌گردد؛ زمانی که فردیناند چهارم بعد از اخراج یسوعی‌ها از پادشاهی ناپولی، «خانه منجی» را در مجتمع اصلی آن‌ها تأسیس کرد.
در سال ۱۸۰۷ این خانه در ابتدا به «دانشکده عیسی پیر» تبدیل گردید و سپس اولین دانشکده سلطنتی ناپل با نام «دانشکده حقیقی علوم، حروف و هنرهای زیبا سن سباستین» و در نهایت با مجوز یواخیم مورا، «دبیرستان منجی» در آن تأسیس شد. در سال ۱۸۲۶ به این دلیل که فرانسوی‌ها پس از مصادره دارایی‌های صومعه سن سباستین، در آن مکان هنرستان موسیقی دایر کرده بودند، دبیرستان منجی نیز به آن صومعه منتقل شد. در سال ۱۸۲۸ پس از بازگشت یسوعی‌ها، این مجتمع «دانشکده اعیان» نام گرفت.
در سال ۱۸۳۵ یسوعی‌ها از میدان دانته، جایی که تندیس کارلوس سوم قرار می‌گرفت، یک ورودی به این ساختمان باز کردند.
پس از گذشت چند دهه، با ورود جوزپه گاریبالدی که با همکاری آزادیخواهان ایتالیا، جزیره سیسیل را از زیر سلطه بوربون‌ها آزاد نموده بود، فرقه مذهبی یسوعی‌ها منحل شده و دارایی آن‌ها ملی اعلام شد. بعد از این اتفاق، ساختمان مورد بحث به مهمانسرای ملی ویکتور امانوئل دوم تبدیل شد.
در حال حاضر این مجتمع دارای یک مدرسه ابتدایی، یک کلاس برای مقطع اول متوسطه و سه کلاس برای دوم متوسطه می‌باشد. دانش آموزانی که در این مرکز آموزشی حضور دارند، می‌توانند به صورت شبانه‌روزی از این خدمات استفاده کنند.

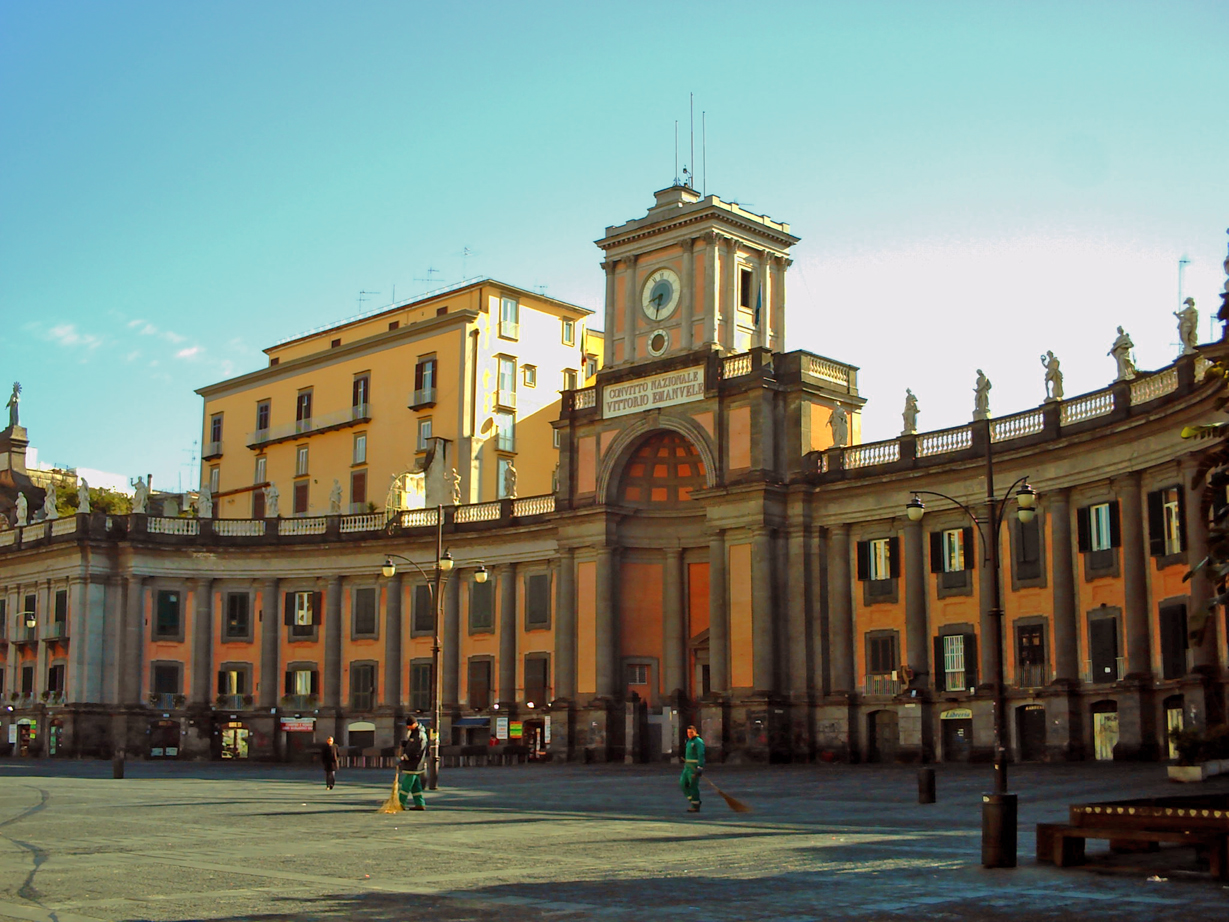
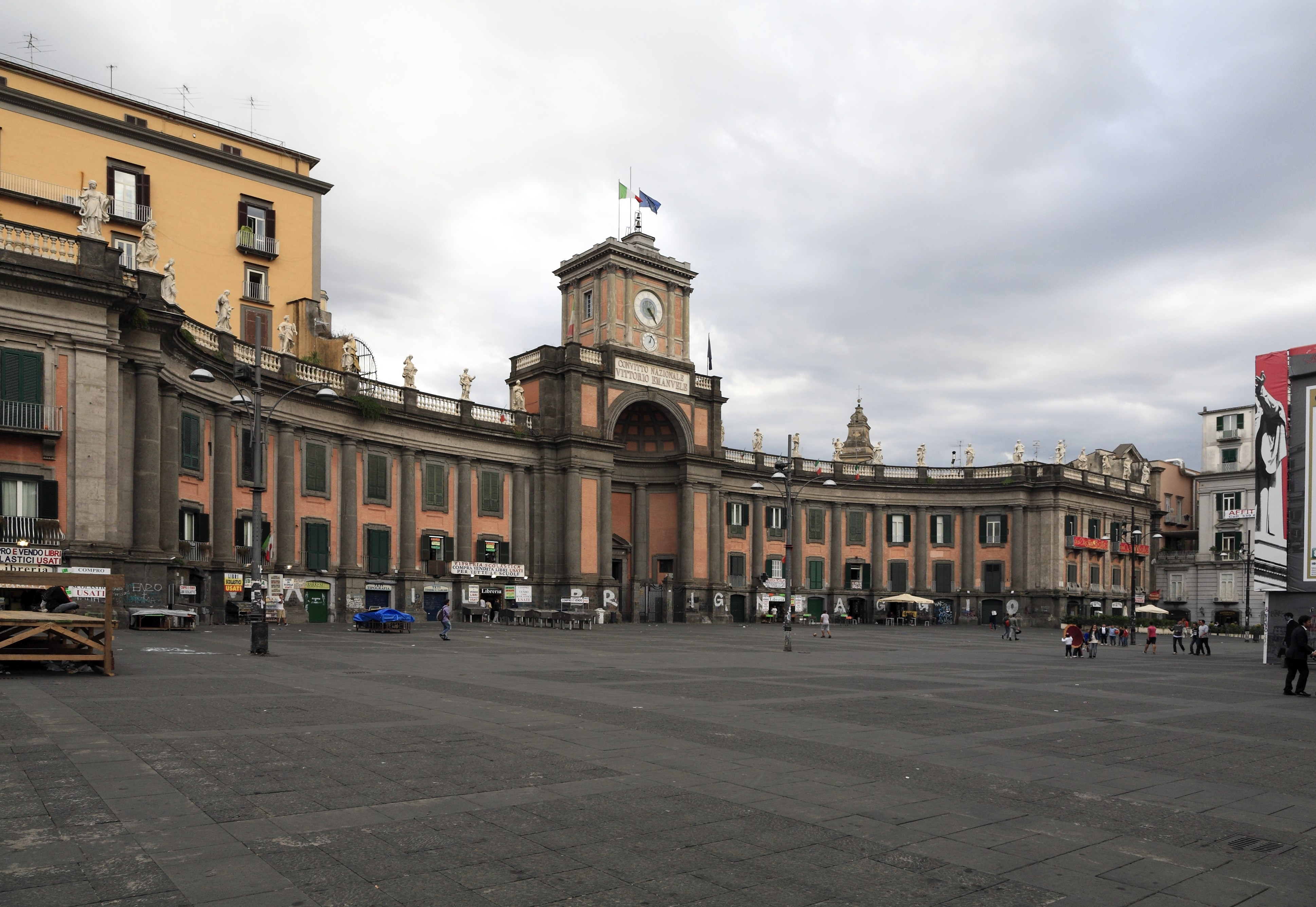
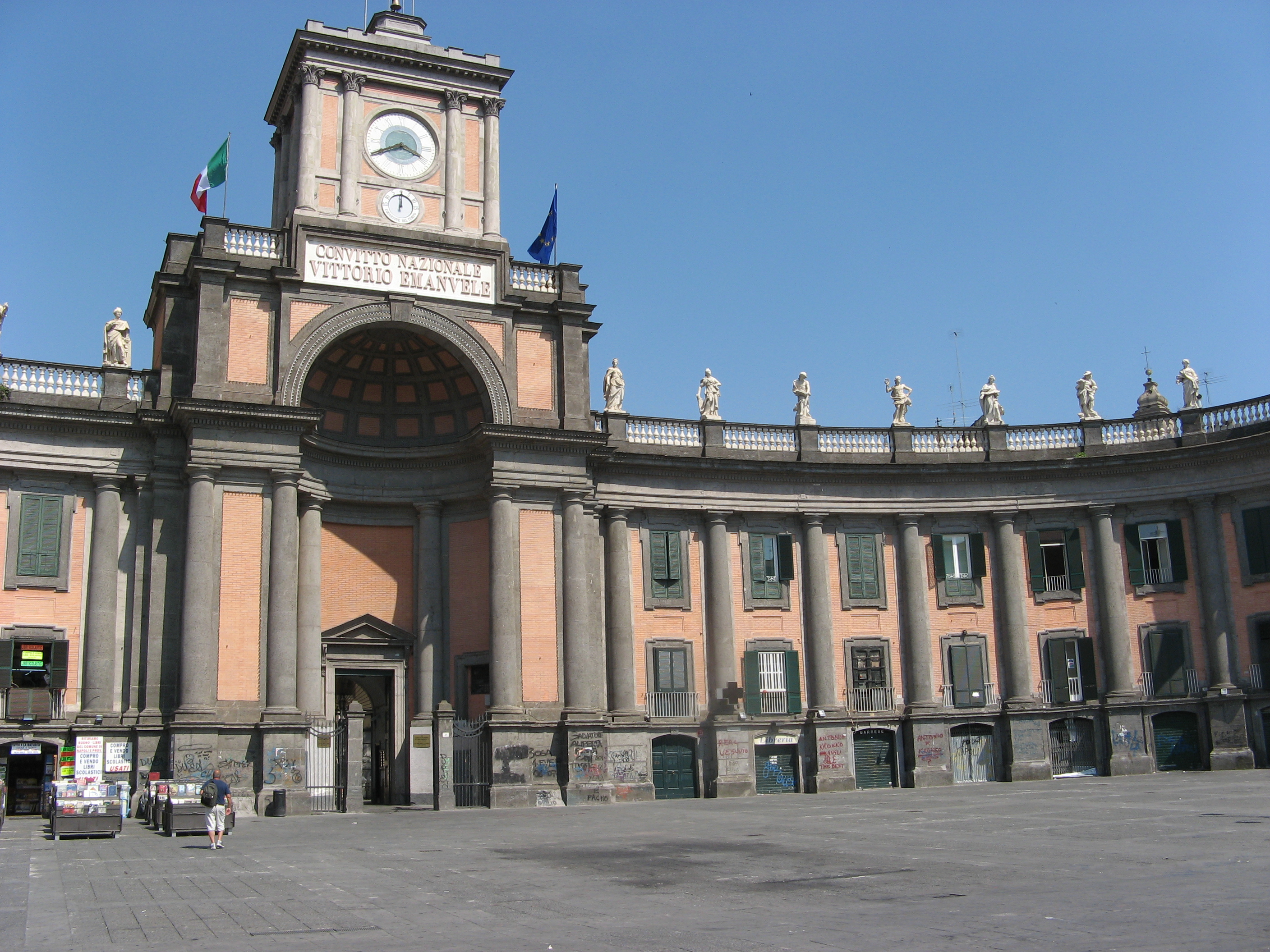